# (3587) Descartes
(3587) Descartes est un astéroïde de la ceinture principale.

## Description
(3587) Descartes est un astéroïde de la ceinture principale. Il fut découvert par Lioudmila Jouravliova le 8 septembre 1981 à Nauchnyj. Il présente une orbite caractérisée par un demi-grand axe de 2,7 UA, une excentricité de 0,039 et une inclinaison de 7,82° par rapport à l'écliptique.
Il fut nommé en hommage au français René Descartes (1596-1650), mathématicien et philosophe.

## Compléments